# Thomas Alexander Harrison
Thomas Alexander Harrison, född den 17 januari 1853 i Philadelphia, död den 13 oktober 1930 i Paris, var en amerikansk målare.
Harrison studerade i hemstaden och huvudsakligen i Paris. Han målade i fransk anda figurer i det fria, landskap och sjöstycken. Harrison är representerad i Luxembourgmuseet (Ensamhet, Marin) och i Dresdengalleriet (Afton vid vattnet). 